# Radio NRW
Die Radio NRW GmbH ist der Anbieter des Rahmenprogramms für die derzeit 45 Lokalradios in Nordrhein-Westfalen, das die einzelnen Lokalradios in NRW mit Nachrichten, Einzelbeiträgen, Musik, Comedy, Sound-Elementen bis hin zu ganzen Sendestrecken beliefert. Seit dem 1. Juni 2023 ist Udo Kreuer Programmdirektor.

## Geschichte
Radio NRW wurde zu Beginn des Lokalfunks in Nordrhein-Westfalen gegründet. Der Sendestart war im April 1990 mit dem ersten privaten Lokalradio in Nordrhein-Westfalen, Radio DU (heute: Radio Duisburg).
Beim Start des Lokalradios in NRW gab es zunächst mehrere Anbieter für das Rahmenprogramm. Kanal 4 aus Köln nahm den Sendebetrieb allerdings nicht auf. RTL Baden-Württemberg stellte bis 1993 das Rahmenprogramm für Antenne AC, Radio Rur und Welle West.
Seit dem 11. Januar 2010 übernehmen (wieder) alle Lokalradios das Mantelprogramm von Radio NRW.

## Produktion
Radio NRW produziert für die kooperierenden Lokalsender in Nordrhein-Westfalen ein täglich 12- bis 20-stündiges Rahmenprogramm, das unter anderem die überregionalen Nachrichten und die Comedy enthält. Im Anschluss an die Weltnachrichten folgen kurz die landesweite Wettervorhersage und der „NRW-Verkehr“ (Verkehrsfunk) – außer werktags von 6 bis 10 Uhr, da dann alle Stationen lokal auf Sendung sind und stattdessen eigene, lokale Wetter- und Verkehrsinformationen ausstrahlen. In diesem Zeitraum sendet Radio NRW durchgehend die Musik aus der Playlist, welche in zuvor bestimmten Abständen automatisch durch eigene Werbespots, drei Minuten lang laufende Musikbetten oder andere Elemente sowie durch die Weltnachrichten zur vollen Stunde und den davor platzierten landesweiten Werbeblock unterbrochen wird. Dieses Verfahren gewährleistet, dass jedes Lokalradio bei einer Panne im eigenen Funkhaus jederzeit auf das Mantelprogramm zugreifen kann und der Hörer dies möglichst nicht erkennt.
Des Weiteren wird der Bereich Radiowerbung zentral vermarktet und Werbung für den Sendebetrieb der Lokalradios bereitgestellt. Ein Teil der Werbeeinnahmen wird nach einem Verteilschlüssel an die Lokalsender abgeführt.
Innerhalb des Rahmenprogramms wird in den Moderationen der neutrale Name „Lokalradio“ verwendet. Jingles mit der Stationskennung werden zentral ausgelöst und dann mit dem Namen des jeweiligen Senders bei diesem ferngesteuert abgespielt. Die LfM als Aufsichtsbehörde unterscheidet zwischen lokalem Programm, dem Bürgerfunk und dem Rahmenprogramm. Hinzu kommen zusätzliche Kooperationen (Übernahmen z. B. einzelner redaktioneller Beiträge) mit radio NRW innerhalb des Lokalprogramms.
Das Mantelprogramm kann über Astra 3B auf 23,5° Ost (12.646 MHz vertikal, 285 kSymbole/s, DVB-S, FEC 7/8) mit allen digitalen Satellitenreceivern gehört werden, die derart niedrige Symbolraten unterstützen. Senderkennung: NRW Enc1 Ltg-Dssd.
Bis Mai 2016 wurde der Betrieb der landesweit über 100 Ultrakurzwellensender fast ausschließlich durch den Anbieter Media Broadcast verantwortet, seitdem wird etwa 20 % des Betriebs durch den Dienstleister Uplink Network aus Düsseldorf übernommen.
Im November 2018 gab Radio NRW bekannt, drei landesweite Radioprogramme über DAB+ starten zu wollen. Die derzeit 45 Lokalradios in Nordrhein-Westfalen hingegen halten weiter an der Übertragung über UKW fest.
Seit November 2021 produziert Radio NRW mit Noxx ein eigenes Programm auf DAB+.

## Moderation und Redaktion
Moderatoren des Rahmenprogramms von Radio NRW sind u.a: Jürgen Bangert, Oliver Behrendt, Hendrik Frost, Andreas Grunwald, Stephan Kaiser, Claudia Löhr, Annick Manoukian, Laura Potting, Patrick Rickert, Sven Sandbothe, Markus Steinacker, Thomas Wagner, Kevin Zimmer.
Die landesweiten Nachrichten werden u. a. präsentiert von: Thorsten Adolphs, Malte Albrecht, Werner Baumann, Michael Boom, Marion Cürlis, Lars Kosmehl, Britta Krusenbaum, Sabrina Wegner und Marc Weiß.
Musikverantwortlicher ist Thorsten Sutter. Verantwortlich für die Produktion und Leiter Sound ist Klaus Schilling. Station-Voice ist seit der Umstrukturierung der NRW-Lokalradios zum 11. Januar 2010 Sebastian Walch. Er löste Bodo Venten nach zwölf Jahren ab.

## Gesellschafter
Gesellschafter von Radio NRW sind die Pressefunk Nordrhein-Westfalen GmbH & Co. KG mit 59 % und die RTL Group (RTL Radio Deutschland GmbH) mit 16,1 %, hinzu kommt ein Eigenbesitz in Höhe von 24,9 % (Stand: August 2018). An der Pressefunk Nordrhein-Westfalen GmbH wiederum sind mehr als 30 Verlagsgesellschaften aus NRW beteiligt (Stand: 2016). Größter Anteilseigner ist die Funke Mediengruppe mit 21,7 %, gefolgt von Axel Springer mit 12,4 %, der DuMont Mediengruppe (DuMont Funk und Fernsehen GmbH) mit 9,9 % und die PFD Pressefunk GmbH (eine Tochter der Rheinische Post Mediengruppe) mit 9,3 %. Zu den anderen Eigentümern gehört u. a. der Zeitungsverlag Neue Westfälische (Bielefeld), der zu 100 % der Presse-Druck GmbH gehört, an der die Deutsche Druck- und Verlagsgesellschaft der SPD ebenfalls mit 100 % beteiligt ist (Stand: 2016).
Bis Mai 2018 war auch der Westdeutsche Rundfunk an Radio NRW beteiligt, zunächst mit 30 %. Die Kommission zur Ermittlung der Konzentration im Medienbereich (KEK) beanstandete diesen Umstand aus kartellrechtlichen Gründen. Nachdem der WDR bereits 2016 ankündigte, seine Anteile veräußern zu wollen, wurde dieser Schritt im Mai 2018 endgültig umgesetzt.
Radio NRW ist neben Antenne NRW, einer 100%igen Tochtergesellschaft von Antenne Bayern, mit einem Anteil von jeweils 24,5 % Hauptgesellschafter von NRW1, seit dem 4. Oktober 2022 der erste landesweit auch über UKW ausgestrahlte private Hörfunksender.